# The Black Dog
The Black Dog ou Black Dog Productions, foi um projeto de música eletrônica fundada por Ken Downie, juntamente com Ed Handley e Andy Turner em 1989.
Em 1989, eles não encontraram um rótulo para fazer seus lançamentos e teveram de iniciar seu próprio, o Black Dog Productions. Seu primeiro álbum completo Bytes foi lançado em 15 de março de 1993. Outros álbuns Temple of Transparent Balls e Chaves seguiram o mesmo caminho. Sua música foi muitas vezes produzidos sob uma série de nomes diferentes, como Close Up Over, Xeper, Atypic, I.A.O., Balil e The Discordian Popes. O grupo é considerado uma dos projetos mais importantes da música eletrônica no Reino Unido entre o final dos anos 1980 e inicio dos ano 1990.
- 2006 Thee Singles
- 2008 Thee Singles Volume 2
- 2010 Final Collected Vexations
- 2014 Liber Collected – Book Ov Law